# Federação Salvadorenha de Futebol
A Federação Salvadorenha de Futebol (em espanhol: Federación Salvadoreña de Fútbol, ou FESFUT) é o órgão dirigente do futebol de El Salvador. Ela é filiada à FIFA, CONCACAF e à UNCAF. Ela é a responsável pela organização dos campeonatos disputados no país (Primera División de Fútbol Profesional, Segunda División de Fútbol Profesional), bem como da Seleção Nacional Masculina e da Seleção Nacional Feminina.
Em 11 de maio de 2010, foi confirmado que a FIFA sancionou e suspendeu as equipes e a Federação Salvadorenha por conta da interferência do governo nacional na federação, algo que a FIFA condena e proíbe. Esta decisão da FIFA foi baseada no fato de que os estatutos ratificados pela assembleia geral da federação em agosto de 2009 não tinham sido formalmente inscritas no cadastro oficial do país, e que o governo falhou em reconhecer a autoridade do Comitê de Normalização criado para representar a FESFUT. Por conseguinte, a FIFA considerou que não era possível para a FESFUT organizar a assembléia geral eletiva em consonância com o plano de ação que tinha sido elaborado e a suspendeu. Para a suspensão ser revogada, o governo salvadorenho deveria reconhecer a legitimidade do Comitê de Normalização. Em 28 de maio, a suspensão foi revogada.
Em 31 de julho de 2010, a assembleia geral de futebol elegeu Carlos Méndez Cabezas como novo presidente da federação. Ele recebeu 27 dos 40 votos dos delegados.
Em 4 de novembro de 2010, teve início o primeiro campeonato de futebol feminino no país.